# الفتاة الخارقة (الموسم 3)
}}
```
يتكون 
الموسم الثالث من مسلسل 
سوبرغيرل
 ، وهو 
مسلسل
 
تلفزيوني أمريكي
 ، من 
23 حلقة تم
 بثها من 
9 اكتوبر
 
2017
 إلى 
18 جوان
 
2018
 في التلفزيون على 
شبكة سي دبليو التلفزيونية
، في الولايات المتحدة.
[
1
]
```

## ملخص
حزينة برحيل مون إيل، قررت كارا أن تكرس نفسها بشكل رئيسي لحياتها الخارقة من خلال وضع حياتها الإنسانية جانباً، وترك أسرتها وأصدقائها في حالة قلق. وهي تتولى تدريجياً، تجد نفسها في مواجهة أقوى خصم قاتلته حتى الآن. ..

## روابط خارجية
- الفتاة الخارقة على موقع ميتاكريتيك (الإنجليزية)
- الفتاة الخارقة على موقع روتن توميتوز (الإنجليزية)